# Roxy Theatre
Il Roxy Theatre (chiamato anche solo The Roxy) è un celebre nightclub situato al numero 9009 W del Sunset Boulevard a West Hollywood, California.

## Storia
Il night club è stato costruito al posto di uno strip club di proprietà di Chuck Landis chiamato The Largo. È stato aperto il 23 settembre 1973 da Elmer Valentine e Lou Adler, con i loro soci David Geffen, Elliot Roberts e Peter Asher. Per l'inaugurazione è stato inoltre assoldato Neil Young, che vi ha tenuto una settimana di concerti andati brevemente sold-out.  
Nel locale hanno suonato molti artisti celebri, alcuni dei quali vi hanno registrato un loro album dal vivo, tra i quali: Frank Zappa (che vi ha registrato parte del suo album Roxy & Elsewhere), Bob Marley & the Wailers (che vi hanno registrato il loro celebre Live at the Roxy del 1976), U2, Linkin Park, Mark Tremonti (solo All I Was), Bruce Springsteen, Nirvana, Tori Amos, Foo Fighters, Guns N' Roses, Al Stewart, Jane's Addiction, David Bowie, Dire Straits, Thirty Seconds to Mars, Madonna (Hung Up Promo Tour), Avril Lavigne, Darren Criss Tokio Hotel, Machine Gun Kelly e Maggie Lindemann. Nel 1974 è stato la sede dei primi spettacoli statunitensi di The Rocky Horror Show e nel 1980-1981 ha ospitato lo spettacolo The Pee-wee Herman Show, che ha lanciato il personaggio di Paul Reubens, Pee-wee Herman. Il piccolo bar On The Rox sopra il club ha ospitato un'ampia varietà di personaggi noti come John Lennon, Harry Nilsson, Alice Cooper, e Keith Moon.